# Mimoclystia thermochroa
Mimoclystia thermochroa es una especie de polilla de la familia Geometridae, descrita por primera vez por el entomólogo británico George Francis Hampson en 1909, con distribución en Uganda.